# 加林娜·谢苗诺娃
加林娜·弗拉基米罗夫娜·谢苗诺娃（俄语：Галина Владимировна Семёнова，1937年8月24日—2017年11月19日）是苏联党和国家领导人。她是一位哲学科学副博士，还是一名记者。

## 生平
1937年，生于俄罗斯联邦斯摩棱斯克市。1959年，毕业于利沃夫国立伊弗兰科新闻学院，在敖德萨《共青团部落》报文艺副刊部工作。1963年，任乌克兰共青团中央报《共青团火星》报编辑部主任。1965年，任苏联共青团中央《共青团生活》杂志编辑部文学顾问、部门主任、责任秘书。1974年，任苏联共青团中央《共青团生活》杂志总编辑。1981年，毕业于苏共中央社会科学院，任《农妇》杂志总编辑。1990年，为苏共中央委员、苏共中央政治局委员、苏共中央书记成员。2017年去世。